# スナップエンドウ
| 項目                 | 分量（g） |
| -------------------- | --------- |
| 脂肪                 | 0.2       |
| 飽和脂肪酸           | 0.039     |
| 16:0（パルミチン酸） | 0.033     |
| 一価不飽和脂肪酸     | 0.021     |
| 18:1（オレイン酸）   | 0.021     |
| 多価不飽和脂肪酸     | 0.089     |
| 18:2（リノール酸）   | 0.075     |
| 18:3（α-リノレン酸） | 0.013     |

スナップエンドウ（英: Snap pea）はマメ科の野菜で、エンドウの一品種。日本にはアメリカ合衆国から導入された。

## 通称
1970年代にアメリカから日本に導入されて以降、スナップエンドウのほか「スナックエンドウ」「スナップタイプエンドウ」「スナックタイプエンドウ」など、さまざまな名称で呼ばれていた。そのため、1983年（昭和58年）6月に農林水産省が新野菜38品種の名称を統一した際に、「スナップエンドウ」が日本における正式な名称と定められた。一般的には広義でエンドウやエンドウマメとも呼ばれる。

## 特徴と食べ方
さやが肉厚でやわらかく、さやと豆の両方を食べることが出来る。豆は粒が大きく甘味があり、さやは肉厚で甘みが強く歯ごたえがある。
筋がかたいので調理前に全周取っておく。調理してからだと、スジを取る際にサヤが離れて中の豆がこぼれてしまう。
さっと塩茹ですると鮮やかな緑と甘みが楽しめる。サヤインゲンと同様に、長時間加熱すると身が崩れて色も悪くなってしまうため、煮物の彩りとして用いる場合は他の具材とは別に茹でておき、盛りつけの時に添えるようにするとよい。
肉料理のつけあわせ、サラダなどに用いる。また、天ぷらにするとサクサクとした食感を楽しめる。

## 栽培と品種
つる有りとつる無しが有り、狭いところでの栽培はつる無しが向いている。